# Dumpfbacke
Dumpfbacke ist eine abwertende Bezeichnung für eine dümmliche oder naive Person, der es zudem an Einfühlungsvermögen und Realitätssinn fehlt.  Der Duden nennt als Bedeutung einen „törichten, einfältigen Menschen“.
Die Schmähung erlangte 1968 durch den erfolgreichen Film Zur Sache, Schätzchen Bekanntheit.
In den 1990er Jahren wurde der Begriff von der deutschsprachigen Synchronisation der US-amerikanischen Fernsehserie Eine schrecklich nette Familie weiter popularisiert;  hier wird Tochter Kelly Bundy von ihrem Vater Al so tituliert (im Original pumpkin, laut Oxford English Dictionary „a stupid, self-important person“).